# Station Junne
Junne (geografische afkorting Jn) is een voormalige stopplaats aan de spoorlijn Zwolle - Stadskanaal tussen Ommen en Mariënberg. Het werd ontworpen door de Amsterdamse architect Eduard Cuypers. Het gebouw leek op dat van Vilsteren en bestond uit een kleine woning voor de stationschef onder een royale kap. Een uitbouw onder dezelfde kap bood plaats aan een wachtkamer met portaal. . Het station lag ten zuiden van de buurtschap Junne bij de kruising van de Beerzerweg met de Nieuwe Hammerweg. De stopplaats was geopend van 1 februari 1905 tot 22 mei 1932. Voor goederenvervoer was station Junne nog tot mei 1966 geopend. Vanuit Junne werd vooral mijnhout vervoerd voor de mijnen in Limburg. Het stationsgebouw is in 1963 afgebroken.
0: Zwolle ·
5: Herfte-Veldhoek ·
8: Marshoek-Emmen ·
12: Dalfsen ·
15: Rechteren ·
19: Vilsteren ·
23: Ommen ·
25: Sterkamp ·
29: Junne ·
31: Beerze ·
34: Mariënberg ·
37: Bergentheim ·
Brucht ·
42: Hardenberg ·
45: Baalder-Radewijk ·
48: Gramsbergen ·
50: De Haandrik ·
55: Coevorden ·
59: Dalen ·
62: Dalerveen ·
66: Nieuw Amsterdam ·
70: Emmen Zuid ·
71: Emmen Bargeres ·
72: Zuidbarge ·
75: Emmen ·
79: Weerdinge ·
82: Valthe ·
87: Exloo ·
93: Buinen ·
95: Drouwen ·
100: Gasselternijveen ·
103: Tweede Dwarsdiep ·
107: Stadskanaal
1. ↑  Norbruis, Obbe (2025): Eduard Cuypers Leven & Werk. Hoe hij verdween uit onze architectuurgeschiedenis, oeuvrecatalogus, Edam, LM Publishers, ISBN 9789460229527 blz. 106-107